# Medalla de la Campaña (1936-1939)
Medalla de la Campaña (em português: Medalha da Campanha) foi uma condecoração militar espanhola. Criada em 26 de Janeiro de 1937, foi entregue durante a Guerra Civil Espanhola, não só a militares espanhóis mas também a estrangeiros que lutaram do lado dos nacionalistas.